# Секате (Империја)
Секате је насеље у Италији у округу Империја, региону Лигурија.
Према процени из 2011. у насељу је живело 4 становника. Насеље се налази на надморској висини од 1261 м.